# Kalan Wali
Kalan Wali é uma cidade  no distrito de Sirsa, no estado indiano de Haryana.

## Demografia
Segundo o censo de 2001, Kalan Wali tinha uma população de 25 155 habitantes. Os indivíduos do sexo masculino constituem 53% da população e os do sexo feminino 47%. Kalan Wali tem uma taxa de literacia de 57%, inferior à média nacional de 59,5%: a literacia no sexo masculino é de 63% e no sexo feminino é de 51%. Em Kalan Wali, 13% da população está abaixo dos 6 anos de idade.